# Споменик Подунавском партизанском одреду у Инђији
Споменик Подунавском партизанском одреду у Инђији је постављен 1975. године у центар Инђије, испред зграде гимназије. Аутор споменика је академски вајар Владислав Петровић.

## Историја
Подунавски партизански одред је формиран крајем септембра 1941. године, а за команданта је постављен Петар Релић. У почетку је имао само седам бораца. Већ те јесени и зиме одред је извео неколико успешних диверзантских акција на прузи Рума – Ириг – Стара Пазова – Земун, кидао ТТ линије и политички деловао у народу. Број бораца је постепено растао, те је почетком марта 1942. године одред подељен на две чете: Иришку и Крушедолску, са приближно 70 бораца. Партизани Подунавског одреда истицали су се у борбама са Немцима, усташама и домобранским јединицама на источном делу Фрушке горе. 

## Изглед
Споменик предстваља стилизовану фигуру партизана висине 3.50 м на постаменту висине 1.50 м. Фигура и постамент су изливени из једног дела. На тај начин се ствара  визуелни утисак да је овај сремски партизан изникао из земље чији је саставни део. 